# Delta du Yangzi Jiang

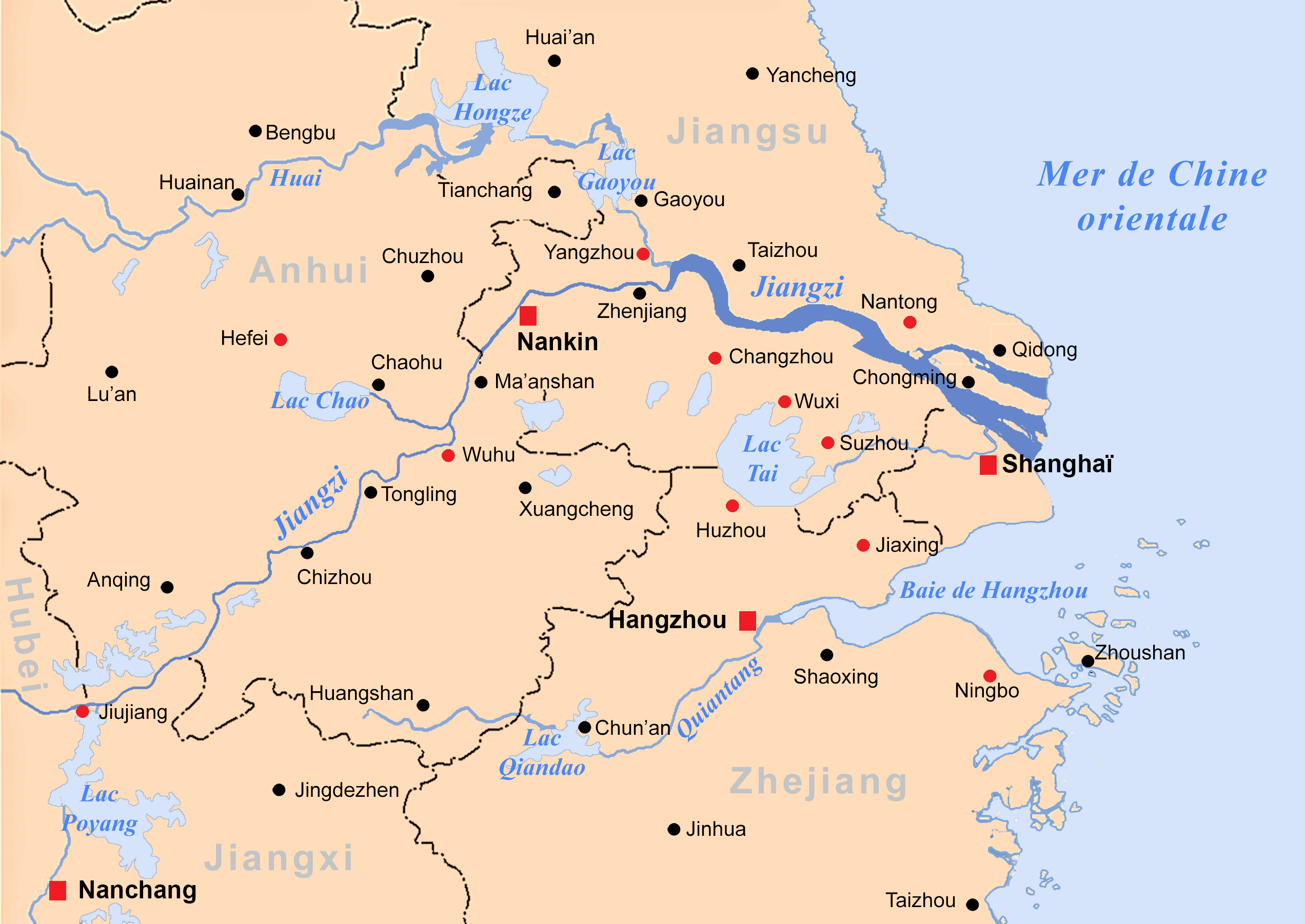
Carte du cours inférieur du Yangzi Jiang et de la région du delta du fleuve.

Les trois mégalopoles chinoises: Bohai/Pékin, Yangzi (bleu) et Perles.

Le delta du Yangzi désigne la mégalopole proche de l'embouchure du Yangzi Jiang, soit la municipalité de Shanghai, le sud du Jiangsu et le nord du Zhejiang.
C'est aujourd'hui un des grands pôles de l'économie chinoise avec le delta de la rivière des Perles et celle de Pékin. 
Depuis les années 1990, la région a connu un développement économique particulièrement rapide, qui en a fait, entre autres, la zone portuaire la plus active du monde. C'est une région densément peuplée d'environ 100 millions d'habitants et fortement urbanisée qui joue depuis longtemps un rôle important dans l'histoire de la Chine. La région couvre près de 99 600 kilomètres carrés et compte plus de 115 millions de personnes en 2013, dont environ 83 millions vivent en zone urbaine. En basant les calculs sur la zone élargie du delta du Yangzi Jiang, la population serait de plus de 140 millions pour la région. Ainsi, cette région urbaine aurait la plus grande concentration de régions métropolitaines au monde.

## Composition
En tant que région économique, le delta du Yangzi Jiang comprend au moins les grandes villes de Shanghai, Suzhou, Wuxi, Nankin, Hangzhou et Ningbo. Il compterait environ 80 millions d'habitants en 2008.

## Transports

### Transports en commun
- Métro de Shanghai, ligne de Jinshan, tramways de Shanghai ;
- Métro de Hangzhou ;
- Métro de Nankin ;
- Métro de Suzhou ;

### Ferroviaire
- LGV Shanghai - Hangzhou ;
- LGV Shanghai - Nankin ;

### Aéroports
- Aéroport international de Shanghai-Pudong ;
- Aéroport international de Shanghai-Hongqiao ;
- Aéroport international de Hangzhou-Xiaoshan ;
- Aéroport international de Nankin-Lukou ;
- Aéroport international de Sunan Shuofang ;
- Aéroport international de Ningbo-Lishe ;